# Wolodymyr Dachno
Wolodymyr Awksentijowytsch Dachno (ukrainisch Володимир Авксентійович Дахно; * 7. März 1932 in Saporischschja, Ukrainische SSR; † 28. Juli 2006 in Kiew, Ukraine) war ein ukrainischer Animator, Animationsfilm-Regisseur und Drehbuchautor.

## Leben
Wolodymyr Dachno studierte an der Fakultät für Architektur des Kiewer Instituts für Bauingenieurwesen und Architektur.
1962 wurde er Karikaturist bei den „Kievnauchfilm“-Filmstudios (heute „Ukranimafilm“). Er erstellte 23 Filme, von denen die Animationsfilme  der Kosaken-Reihe über Saporoger Kosaken die bekanntesten wurden. Dachno starb 74-jährig verarmt in seiner Kiewer Wohnung im Schlaf an einem Herzinfarkt und wurde auf dem Baikowe-Friedhof bestattet.

## Filmografie (Auswahl)
- 1967 Wie die Kosaken Kulesch kochten (Как казаки кулеш варили)
- 1969 Wie die Kosaken nach dem Glück suchten (Как казак счастье искал)
- 1970 Wie die Kosaken Fußball spielten (Как казаки в футбол играли)
- 1973 Wie die Kosaken Bräute retteten (Как казаки невест выручали)
- 1975 Wie die Kosaken Salz kauften (Как казаки соль покупали)
- 1978 Wie die Kosaken Olympioniken wurden (Как казаки олимпийцами стали)
- 1979 Wie die Kosaken den Musketieren halfen (Как казаки мушкетёрам помогали)
- 1983 Wie die Kosaken Außerirdische trafen (Как казаки инопланетян встречали)
- 1984 Wie die Kosaken die Hochzeit feierten (Как казаки на свадьбе гуляли)
- 1995 Wie die Kosaken Hockey spielten (Как казаки в хоккей играли)[4]

## Ehrungen
- 1988 Taras-Schewtschenko-Preis
- 1996 Volkskünstler der Ukraine
- Am 7. März 2013 gab es auf der Google-Webseite zur Erinnerung an seinen 81. Geburtstag einen Google Doodle[5][6]